# Isola Comacina (comune)
Isola Comacina era il nome di un comune italiano della provincia di Como, esistito dal 1928 al 1950.

## Storia
Il comune di Isola Comacina venne istituito nel 1928 in seguito alla fusione dei comuni di Ossuccio, Colonno e Sala Comacina.
Venne soppresso nel 1950, e al suo posto furono ricostituiti i comuni preesistenti.